# Innocent (film 1921)
Innocent è un film muto del 1921 diretto da Maurice Elvey.

## Trama
Una orfana si rende conto che un artista di cui si era innamorata l'ha ingannata. La giovane torna a casa, alla fattoria e muore durante una tempesta.

## Produzione
Il film fu prodotto dalla Stoll Picture Productions.

## Distribuzione
Distribuito dalla Stoll Picture Productions, il film uscì nelle sale cinematografiche britanniche nel marzo 1921.